# 岩帅镇
岩帅镇（佤语：Yaong Soi:936），是中华人民共和国云南省临沧市沧源佤族自治县下辖的一个镇。岩帅一词由佤语音译，是岩帅寨建寨者的人名（赵岩帅）。镇政府驻岩帅村，陆距沧源县城95.5千米。岩帅是沧源县政府成立时的所在地，也是佤语语音标准采集地。

## 历史沿革
岩帅是佤族历史上的一个部落，1890年清兵进驻岩帅，以岩帅为中心征收粮税，从而形成了沧源早期历史以岩帅为中心的局面。1936年，沧源设治局成立之初即在岩帅设立第二区（即岩帅区），1941年与国民政府云南省第一行政督察区发生武装冲突（大队之战）战败。1945年撤区设镇成立岩帅镇。1949年，部落头人田兴武、田兴文接受中国共产党“和平解放”沧源的协议后，于岩帅成立沧源县临时人民政府。1951年召开第二届沧源县各族各界人民代表大会后，在岩帅成立沧源县人民政府。同年6月15日国军攻入岩帅，田兴武率部800余人投向反共救国军，隔月中国人民解放军第十四军反攻收复岩帅，田兴武随国军撤入缅甸。1952年12月，沧源县政府迁往位于坝区的勐董。1953年改置岩帅区，1968年在人民公社化运动中成立红岩公社，次年更名红九公社，1971年更名岩帅公社，1973年团结公社从岩帅公社中分出。1984年改为岩帅区，1988年撤区建镇成立岩帅镇。2005年8月，团结乡撤销并入岩帅镇。

## 地理
岩帅镇位于沧源县东部，北与耿马县四排山乡和沙河乡接壤，东与双江县的邦丙乡、澜沧县的安康乡为邻，南接澜沧县的雪林乡，西靠沧源县内的勐省镇和单甲乡。岩帅镇总面积434.995平方千米，是沧源县内面积最大的乡镇，2010年普查总人口32,486人，居民以佤族为主，其次是拉祜族，分别占总人口的92.5%、6.94%。镇内主要山脉有公刀格龙牙山、东米山、公给山等，地势中高四周低，以构造抬升侵蚀的岩溶山地地貌为主，最高点为公给山（2,236米），最低点为黄国村小黑江边（800米）。主要河流有拉勐河、贺勐河、小黑江等，属澜沧江水系，小黑江是沧源县和耿马县、双江县的县界。气候上属亚热带季风气候，气候温和，年均气温17.3℃，年均降水1276.9毫米。岩帅镇2011年的森林覆盖率为60.88%。

## 行政区划
岩帅镇下辖以下地区：
岩帅村、东勐村、黄果村、联合村、岩丙村、新华村、建设村、贺勐村、中贺勐村、贺南村、新寨村、团结村、东米村、班驮村、班奈村、公曼村、贺科村、赛弄村、安海村、安拐村、昔勒村和坝岭村。

## 经济
岩帅镇经济以农业为主，2011年农民人均纯收入4,276元。2011年，岩帅镇粮食种植面积7.95万亩，年产1.65万吨；茶叶面积4.26万亩，拥有6个镇办茶场，年产毛茶1,786吨；甘蔗5.3万亩，其他作物还有烤烟、核桃、澳洲坚果、咖啡等。畜牧业方面，2011年末生猪和其他大牲畜共存栏4.47万头。2011年政府财政收入60万元。

## 基础设施
岩帅镇内有小学20所，初中2所，在校学生共3,265人。岩帅中学曾于1975年8月开办高中部成为沧源县内继沧源民中后第二所完全中学，1980年停办高中班。医疗方面有卫生院2所、村卫生室22个、茶场医务室3个，共有病床114张，专业卫生人员70人。交通方面G214国道经过岩帅镇东部边界的小黑江西岸，不过沿途并无重要城镇，其他有乡村公路53条共369.71千米，其中沥青路面3条共107千米，弹石路面1条共20千米，拥有一个客运站。供电设施建有2座35千伏度电站，主变压器2台，总容量3,500万千伏安。